# فینال جام حذفی فوتبال ایران ۱۳۹۸
فینال جام حذفی فوتبال ایران ۱۳۹۸، رقابتی است که در سال ۱۳۹۸ بین دو تیم داماش و پرسپولیس در ورزشگاه فولاد آرنا، اهواز برگزار شد.
دیدار پرسپولیس و داماش در حالی برگزار شد که قرار بود این مسابقه از ساعت ۲۱ یکشنبه شب آغاز شود ولی بخاطر عدم اختصاص جایگاه ویژه به تماشاگران گیلانی، اعضای این تیم در موعد مقرر بازی را شروع نکردند تا این دیدار پس از وقفه ۱۴۰ دقیقه‌ای و گرم کردن دو تیم بعد از سومین بار پیاپی، به سرانجام برسد و در نهایت قرمزها با یک گل از سد داماش عبور کنند و به قهرمانی جام حذفی برسند.
در این دیدار باشگاه فوتبال پرسپولیس با نتیجه یک بر صفر در برابر باشگاه فوتبال داماش گیلان به برتری دست پیدا کرد و به مقام قهرمانی این دوره از رقابت‌ها رسید.

## باشگاه‌ها
| تیم      | فینال‌های پیشین (اعداد پررنگ نشان دهنده قهرمانی)    |
| -------- | -------------------------------------------------- |
| داماش    | ۱ مرتبه (۱۳۸۷)                                     |
| پرسپولیس | ۷ مرتبه (۱۳۶۷، ۱۳۷۱، ۱۳۷۸، ۱۳۸۵، ۱۳۸۹، ۱۳۹۰، ۱۳۹۲) |

## مسیر تا فینال
توجه: گل‌های فینالیست‌ها در سمت راست آمده‌اند.
| داماش      | داماش      | داماش         | مرحله           | پرسپولیس | پرسپولیس   | پرسپولیس      |
| ---------- | ---------- | ------------- | --------------- | -------- | ---------- | ------------- |
| حریف       | نتیجه      | میزبان/میهمان | مرحله حذفی      | حریف     | نتیجه      | میزبان/میهمان |
| خوشه طلایی | ۲–۱        | میهمان        | مرحله دوم       | –        | –          | –             |
| قشقایی     | ۱–۰        | میزبان        | مرحله سوم       | –        | –          | –             |
| چوکا       | ۰–۰ (ض.پ.) | میهمان        | یک‌شانزدهم نهایی | نود      | ۱–۰        | میزبان        |
| مقاومت     | ۲–۰        | میهمان        | یک‌هشتم نهایی    | سپیدرود  | ۱–۰        | میهمان        |
| ماشین‌سازی  | ۱–۱ (ض.پ.) | میهمان        | یک‌چهارم نهایی   | پدیده    | ۱–۱ (ض.پ.) | میزبان        |
| سایپا      | ۲–۱        | میزبان        | نیمه نهایی      | سپاهان   | ۱–۰        | میهمان        |

## اطلاعات بازی
| داماش                | ۰–۱              | پرسپولیس              |
| -------------------- | ---------------- | --------------------- |
| مختاری '۳۰ حیدری '۷۶ | گزارش خلاصه بازی | ۲۳' علیپور · '۴۸ شیری |

| داماش | پرسپولیس |

| بهترین بازیکن زمین: سیامک نعمتی (پرسپولیس) کمک داور: بابک داوری علی دودانگه داور چهارم: حسین مرادی داور پشت دروازه: مهدی سیدعلی کوپال ناظمی ناظر داوری: زاهد بحرینی | قوانین مسابقه - ۹۰ دقیقه وقت معمول مسابقه. - ۳۰ دقیقه وقت اضافه در صورت لزوم. - در صورتی‌که همچنان مسابقه مساوی بود، تیم برنده با ضربات پنالتی مشخص خواهد شد. - هر تیم ۱۲ بازیکن ذخیره خواهد داشت. - در طول مسابقه هر تیم اجازه ۳ تعویض دارد. - در صورت کشیده شدن به وقت اضافه، یک تعویض دیگر نیز مجاز است. |

### آمار
| آمار            | داماش | پرسپولیس |
| --------------- | ----- | -------- |
| گل زده          | ۰     | ۱        |
| شوت             | ۱۱    | ۱۱       |
| شوت داخل چارچوب | ۲     | ۳        |
| مالکیت توپ      | ۳۰٪   | ۷۰٪      |
| پاس             | ۲۰۴   | ۶۲۳      |
| دقت پاس         | ۷۳٪   | ۸۸٪      |
| کارت زرد        | ۲     | ۱        |
| کارت قرمز       | ۰     | ۰        |

## قهرمان
| قهرمان جام حذفی فوتبال ایران ۱۳۹۸–۱۳۹۷ |
| -------------------------------------- |
| پرسپولیس                               |
| ششمین قهرمانی                          |